# Old Catton
Old Catton est un village et une paroisse civile du Norfolk, en Angleterre. Il est situé dans la banlieue de Norwich, à 3 km au nord-est du centre-ville.